# Erhard Weigel
Pour les articles homonymes, voir Weigel.
Erhard Weigel, né le 16 décembre 1625 à Weiden in der Oberpfalz (Duché de Palatinat-Soulzbach) et mort le 20 mars 1699 à Iéna (Duché de Saxe-Eisenach), est un mathématicien, astronome et philosophe allemand.

## Biographie
Fils du drapier Michael Weigel et de Anna Weigel, Erhard Weigel naît en 1625 à Weiden in der Oberpfalz, en Bavière. En 1627-28, la saisie du Haut-Palatinat par les troupes impériales dans le cadre de la recatholicisation contraint la famille Weigel à fuir. Le jeune Erhard étudie la grammaire, les mathématiques et l'astronomie. Il intègre l'université de Leipzig où il étudie de 1647 à 1652. Il y obtient son habilitation avec un travail classique : Dissertatio Metaphysica Prior (De Existentia); Dissertatio Metaphysica Posterior (De Modo Existentiae, qui dicitur Duratio).
En 1653, il devient professeur à l'université d'Iéna, où durant l'été 1663, étudie quelque temps le philosophe et savant polymathe Gottfried Wilhelm Leibniz. Weigel est professeur de mathématiques et amène Leibniz à commencer à s'intéresser aux preuves de type mathématique pour des disciplines telles que la logique et la philosophie. Les idées de Weigel, comme le fait que le nombre est le concept fondamental de l'Univers, auront une influence considérable sur le jeune Leibniz.
Il défend le Mittel-Calendar de Jakob Ellrod (par exemple, avec le soutien, entre autres, de Leibniz il préconise que la date de Pâques soit basée sur la mesure astronomique de l'équinoxe de printemps et de la prochaine pleine lune). Weigel va jusqu'à suivre Jakob Ellrod à la Diète d'Empire à Ratisbonne pour préconiser l'utilisation de ce calendrier, désigné aussi comme « nouveau calendrier grégorien ».
En 1683, son épouse Elisabeth meurt. Il est nommé conseiller impérial en 1688. En 1691, il entreprend un voyage en Angleterre pour décrire les résultats de ses recherches à la Royal Society, mais les mauvaises conditions l'empêchent d'embarquer. En 1695, il devient chancelier de l'université d'Iéna. Il meurt à Iéna en 1699.

## Œuvres
Weigel a publié de son vivant une multitude de traités, en partie rassemblés dans une édition moderne :
- Erhard Weigel: Werke (= Clavis Pansophiae 3,1-4). Hrsg. von Thomas Behme. 4 Bände. Frommann-Holzboog, Stuttgart-Bad Cannstatt 2003 ff.,  (ISBN 978-3-7728-2358-9).

Quelques uns de ses livres sont accessibles en ligne :
- Erhardi Weigelii, Prof. Publ.: Idea Totius Encyclopaediae Mathematico-Philosoph. Jena 1671, (numerisé)
- Erhard Weigel: Bequeme Feld-Kutzsche. Jena 1673, (numerisé)
- Erhard Weigel: Paedagogiae Mathematicae ad Praxin Pietatis, Fundamenta & Principia. Coburg 1694, (numerisé)
- Erhard Weigel: Philosophia mathematica, theologia naturalis solida, per singulas scientias continuata universæ Artis Inveniendi prima stamina complectens. Jena 1693, (Digitalisat | numerisé)
- Erhard Weigel: Entwurff Der Conciliation Deß Alten und Neuen Calender-Styli, Welchergestalt solche im Nov. Anno 1699. anzustellen ist/ und hierauf im folgenden Monat/ und neuem Seculo, der neue Conciliirte Stylus in beständiger Harmonie fortwähren kan. Franckfurt, Regenspurg 1698, (Digitalisat)
- Erhard Weigel: Extract Aus der Himmels-Kunst, vor iederman, Der nicht Profession vom Himmel machen, Gleichwohl aber seine Wohnung mitten in dem Himmel gerne kennen lernen will : recht kurzer Designation der nutzbaren Vortrefflichkeit Heraldischer Himmels-Globen, zu der Unterweisung wahrer Welt-Weißheit. Jena 1698, (Digitalisat)
- Erhard Weigel: Rechenschafftliches General Prognosticon auf künfftige Zeiten : welches in Norden vor diesem gedruckt; nun aber nachdem der Fried, GOtt Lob, erfolgt, von neuem aufgelegt worden, weil dergleichen in viel hundert Jahren nicht geschehen, daß nicht solte ie ein Christlicher Potentat wider den andern Krieg geführt haben wie anietzo. Jena 1698, (Digitalisat)
- Erhardi Weigelii, P.P.: Cosmologia : Nucleum Astronomiae & Geographiae, ut & Usum Globorum, tum vulgarium, tum novis adornationibus & compendiis instructorum, quos inde dixeris Globos Corrector & Perpetuos, succincte tradens. Jena 1695 & 1680, (Digitalisat | Digitalisat)
- Erhard Weigel: Coelum heraldicum, quod, rejecta structurae veteris absurditate, cognitu tanto facilius, foedam paganorum idololatriam in Christianos huc usque redundantem, armis Europæorum statuvvm supprimit... Jena 1688, (Digitalisat)
- Erhardi Weigelii Cons. Palat. Mathem. Prof. Publ.: Wienerischer Tugend-Spiegel. Nürnberg 1687, (Digitalisat)
- Erhardi Weigelii, Consil. Palat. Solisbac. Mathem. P.P.: Idea Matheseos Universae. Jenae 1687, (Digitalisat)
- Erhardi Weigelii P. P.: kurtze Beschreibung der verbesserten Himmels- und Erd-Globen. Jena 1681, (Digitalisat)
- Erhardi Weigelii, P. P.: Cosmologia. Jena 1680, (Digitalisat)
- Erhard Weigel: Arithmetische Beschreibung der Moral-Weißheit von Personen und Sachen: Worauf das gemeine Wesen bestehet/ Nach der Pythagorischen CreutzZahl in lauter tetractysche Glieder eingetheilet. Jena 1674, (Digitalisat)
- Erhard Weigel: Pendulum ex Tetracty deductum. Jena 1674, (Digitalisat)
- Erhardi Weigelii Artium Architectonicarum Supremi Directoris, & Prof. Publ.: Tetractys. Summum tum Arithmeticae tum Philosophiae discursivae Compendium, Artis Magnae Sciendi genuina Radix. Jenae 1673, (Digitalisat)

## Hommages
En astronomie, ont été nommés en son hommage : 
- le cratère lunaire Weigel  (id 6510)[3] ;
- l'astéroïde (9315) Weigel[4].